# 高畑山分屯基地
高畑山分屯基地（たかはたやまぶんとんきち、JASDF Takahatayama Sub Base）とは、宮崎県串間市大字本城4に所在し、第13警戒隊が配置されている航空自衛隊春日基地の分屯基地である。標高518mの高畑山山頂部付近にある。
分屯基地司令は、第13警戒隊長が兼務。

## 配置部隊

### 西部航空方面隊隷下
- （西部航空警戒管制団）
  - 第13警戒隊